# Bateria do Morro da Viúva
A Bateria do Morro da Viúva localizava-se no alto do Morro da Viúva, divisa entre a enseada do Flamengo e a de Botafogo, na cidade e estado do Rio de Janeiro, no Brasil.

## História
Erguida em 1863 no contexto da Questão Christie (1862-1865), com a finalidade de defender a baía de Botafogo e a enseada do Flamengo, até à altura do Passeio Público, cooperando com a Fortaleza de São João, o Forte da Laje e a Fortaleza de Villegagnon.
O mesmo autor observa que, devido às suas pequenas dimensões, pouca altitude, e vulnerabilidade a tiros curvos, essa fortificação, à época (1885), revestia-se de pequena importância.
BARRETTO (1958) reporta ter sido esta bateria desarmada em 1885.
Uma fotografia de Augusto Malta registra o portão de armas deste forte em 25 de outubro de 1906, cuja inscrição epigráfica, sobre o portão, rezava:
"Petrus II - Braziliae Constitutionali Imperatore Perpetuo Defensore - Hoc Perfectum Monumentum Patrie Independentiae Quadragesimo Quarto. MDCCCLXVI".
Concluído em 1866, sofreu várias reformas até 1872, tendo sido arrasado por volta de 1923, quando da abertura da atual Av. Rui Barbosa.